# Petar Vrbančić
Petar Vrbančić, zadarski je violinist, glazbeni pedagog i dirigent.
Studij violine završio je na Muzičkoj akademiji u Zagrebu u klasi profesora Ivana Pinkave. 
Tijekom godina rada u Glazbenoj školi Blagoje Bersa odgojio je mnogobrojne violiniste, te je jedan od najzaslužnijih i za osnivanje srednje glazbene škole u Zadru.
Pod njegovim vodstvom 1985. godine Komorni orkestar Glazbene škole osamostaljuje se i postaje Zadarski komorni orkestar.
Zbog izvanrednih zasluga na području glazbene kulture i umjetnosti 2005. godine nagrađen je Nagradom Grada Zadra za životno djelo.